# Andira humilis
Andira humilis (syn. Andira laurifolia Benth., Andira laurifolia Benth. var. laurifolia, Andira pauciflora Benth., Andira paucuflora Benth.) là loài thực vật bản địa Brasil.

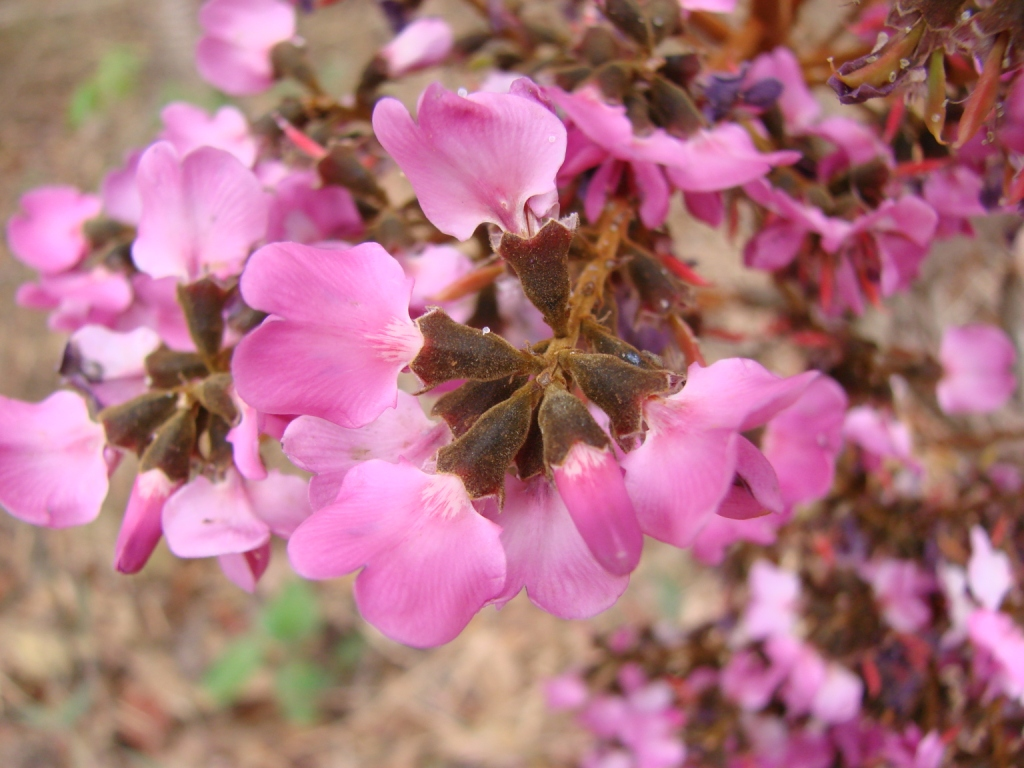
Hoa Andira humilis màu hồng

## Hình ảnh

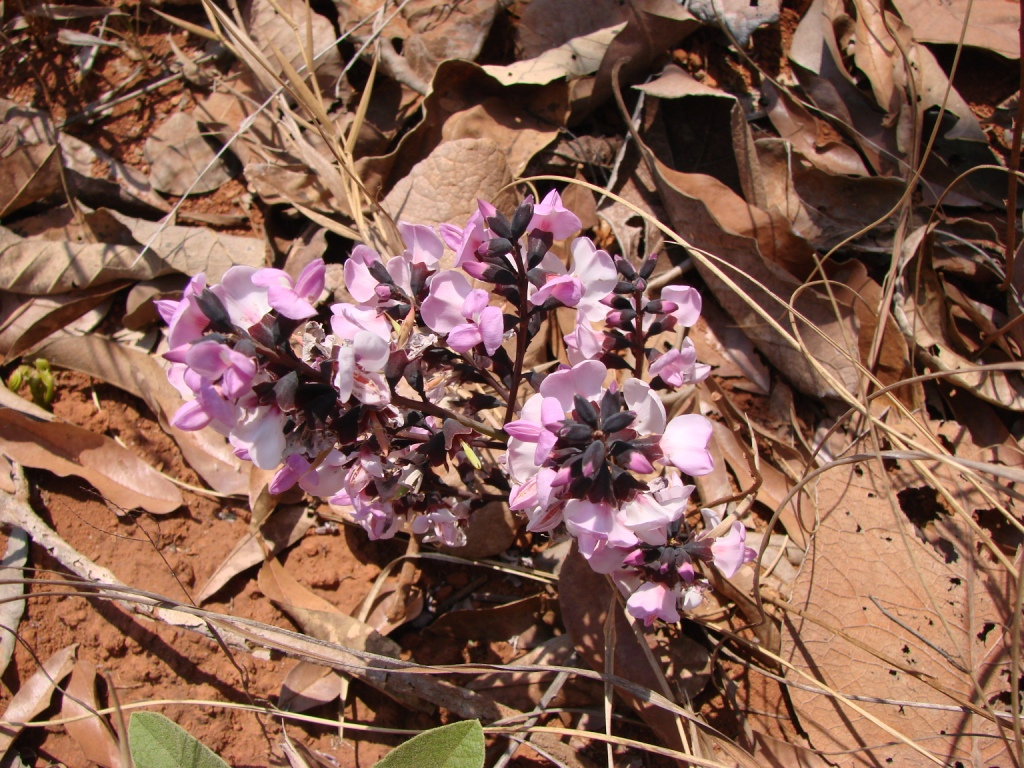
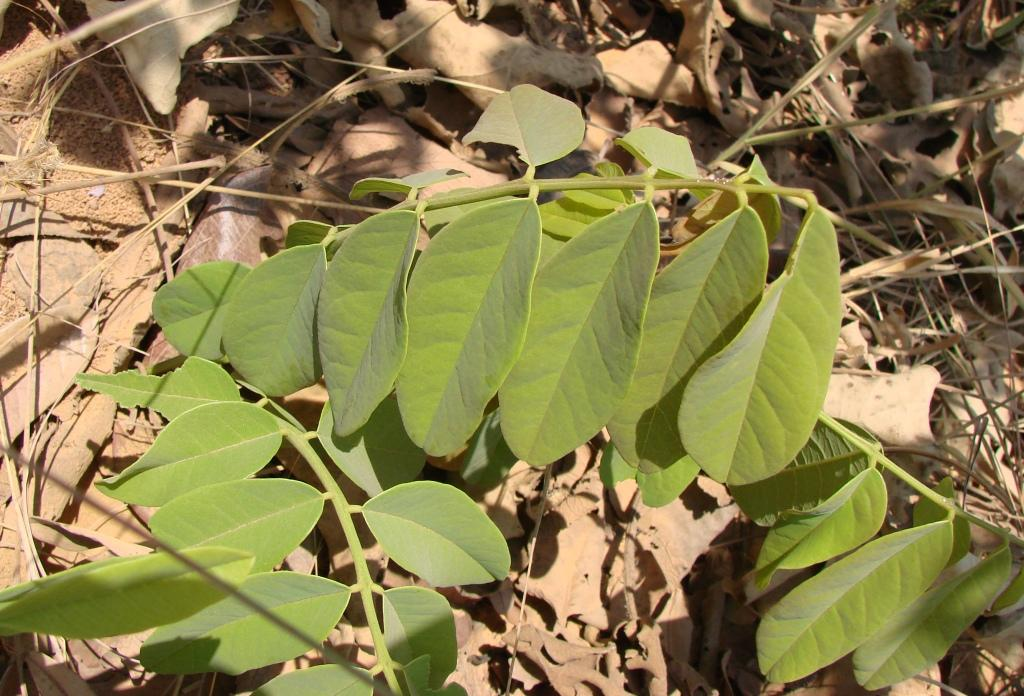
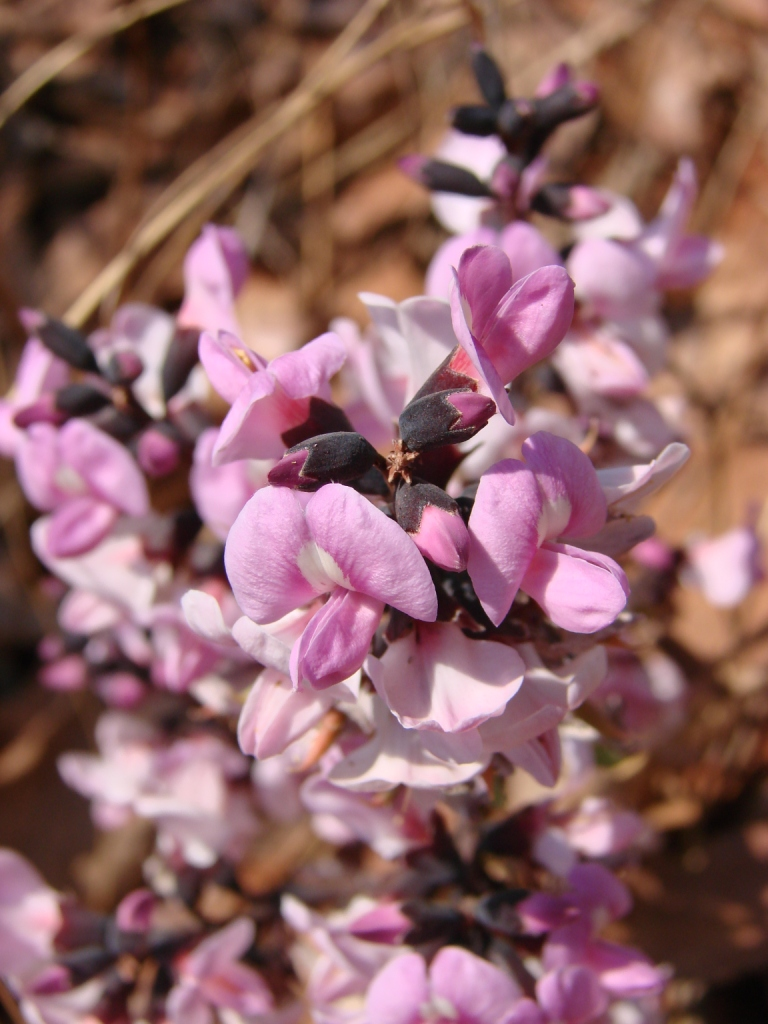